# 安比奥里克斯

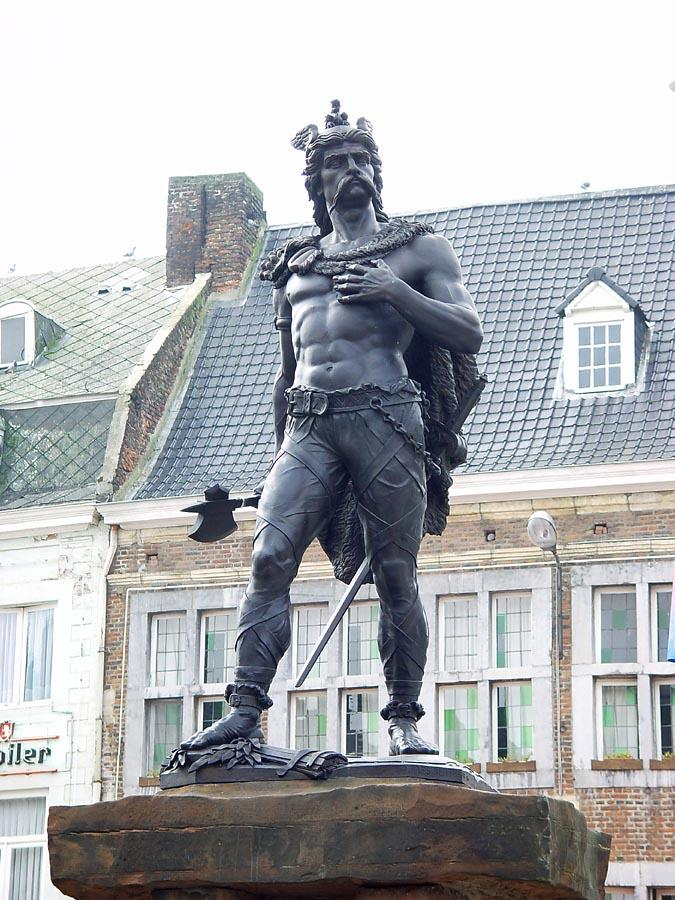
坐落于比利时通厄伦的安比奥里克斯塑像

安比奥里克斯（ 高卢语： Ambiorix，意为“在各个方位皆为王”）是罗马共和国末期高卢东北部（比利时高卢地区）贝尔盖人的一位王子，也是当地厄勃隆内斯部落的领袖。在十九世纪，由于在恺撒高卢征伐过程中对后者的顽强抵抗（见恺撒的高卢战记），安比奥里克斯逐渐成为比利时的民族英雄 。 